# تل قاشی
تل قاشی مربوط به اواخر هزاره سوم (پیش از میلاد) است و در شهرستان دشتستان، بخش شبانکاره، دهستان شبانکاره، روستای خلیفه ای واقع شده و این اثر در تاریخ ۸ بهمن ۱۳۸۵ با شمارهٔ ثبت ۱۷۱۱۳ به عنوان یکی از آثار ملی ایران به ثبت رسیده است.